# SpongeBob SquarePants: The Cosmic Shake
SpongeBob SquarePants: The Cosmic Shake é um jogo de plataforma desenvolvido pela Purple Lamp Studios e publicado pela THQ Nordic. É baseado na série animada Bob Esponja Calça Quadrada da Nickelodeon e foi lançado em 31 de janeiro de 2023, no Microsoft Windows, Xbox One, Nintendo Switch, PlayStation 4, a versão do Xbox Series X/S e PS5 foi lançado em 24 de outubro de 2023 e a versão do Android e iOS foram lançadas no mesmo mês.

## Jogabilidade
O Cosmic Shake é um jogo de plataforma 3D. Como Bob Esponja, o jogador navega por vários mundos temáticos distintos, conhecidos como "Wishworlds" dentro do jogo, com a ajuda de Patrick, que foi transformado em um balão.

## Desenvolvimento e lançamento
The Cosmic Shake foi desenvolvido pela Purple Lamp Studios, que já havia desenvolvido anteriormente o título SpongeBob SquarePants: Battle for Bikini Bottom – Rehydrated (2020). Concebido como uma sequência espiritual de Rehydrated, o projeto recebeu luz verde após o sucesso comercial do jogo. Enquanto Battle for Bikini Bottom tinha três personagens jogáveis, Bob Esponja, Patrick e Sandy, cada um com uma ou mais habilidades especiais, Purple Lamp decidiu ter apenas um personagem jogável em Bob Esponja, que possui múltiplas habilidades especiais em The Cosmic Shake. Trajes desbloqueáveis tornaram-se o foco principal do jogo.
A THQ Nordic anunciou o jogo pela primeira vez em setembro de 2021, como parte de sua apresentação de décimo aniversário. A THQ Nordic revelou um novo trailer com jogabilidade no final de sua apresentação de jogos em agosto de 2022. Uma demonstração jogável do jogo foi apresentada na Gamescom 2022. Mais tarde, em setembro, durante uma apresentação do Nintendo Direct, foi revelado que o jogo seria lançado em 2023.
O jogo foi lançado em 31 de janeiro de 2023, no Nintendo Switch, PlayStation 4, Windows e Xbox One. Uma edição física limitada, a "BFF Edition", esta disponível em todas as plataformas e inclui uma estátua do Bob Esponja, um Patrick inflável, um amuleto com colar, bolas saltitantes em miniatura, jogos americanos, DLC "Costume Pack" e uma caixa especial.

## Recepção
SpongeBob SquarePants: The Cosmic Shake recebeu avaliações "mistas ou postivas", de acordo com o site agregador de analises, Metacritic.